# یینگکو
یینگکو (به لاتین: Yingkou) یک شهر مرکزی در جمهوری خلق چین است که در لیائونینگ واقع شده‌است.

## خصوصیات
یینگکو ۴٬۹۷۰ کیلومترمربع مساحت و ۲٬۴۲۸٬۵۳۴ نفر جمعیت دارد.

## خواهرخوانده
شهرهای کروتون، اوتا، گونما و جکسون‌ویل خواهرخوانده‌های یینگکو هستند.